# VI Giochi dell'Asia orientale
I VI Giochi dell'Asia orientale si sono svolti a Tianjin, in Cina, dal 6 ottobre al 15 ottobre 2013.
Hanno visto coinvolte 9 rappresentative nazionali, per un totale di 2422 atleti, impegnati in 24 discipline sportive.

## Giochi

### Paesi partecipanti
Ai giochi hanno partecipato nove delegazioni nazionali:
- Cina
- Guam
- Hong Kong
- Giappone
- Macao
- Mongolia
- Corea del Nord
- Corea del Sud
- Taipei cinese

## Medagliere
| Pos.   | Paese          |     |     |     | Totale |
| ------ | -------------- | --- | --- | --- | ------ |
| 1      | Cina           | 134 | 79  | 51  | 264    |
| 2      | Giappone       | 47  | 57  | 75  | 179    |
| 3      | Corea del Sud  | 36  | 51  | 74  | 161    |
| 4      | Taipei cinese  | 17  | 28  | 46  | 91     |
| 5      | Hong Kong      | 10  | 16  | 30  | 56     |
| 6      | Corea del Nord | 8   | 12  | 22  | 42     |
| 7      | Macao          | 3   | 5   | 19  | 27     |
| 8      | Mongolia       | 0   | 4   | 18  | 22     |
| 9      | Guam           | 0   | 1   | 0   | 1      |
| Totale | Totale         | 255 | 253 | 335 | 843    |